# Tagami
Tagami (田上町, Tagami-machi) est un bourg du district de Minamikanbara, dans la préfecture de Niigata, au Japon.

## Géographie

### Démographie
Au 1er mai 2014, la population de Tagami s'élevait à 12 338 habitants répartis sur une superficie de 31,77 km2.